# Ceratostema flexuosum
Ceratostema flexuosum là một loài thực vật có hoa trong họ Thạch nam. Loài này được (A.C.Sm.) J.F.Macbr. mô tả khoa học đầu tiên năm 1944.